# 満州アヘンスクワッド
『満州アヘンスクワッド』（まんしゅうアヘンスクワッド）は、原作 門馬司、作画 鹿子による日本の漫画作品。第二次世界大戦前の満洲国興亜院「大アヘン政策」を背景に、主人公の日方勇が、ヒロインの麗華らと共に、阿片の密造に手を染める姿を描いたクライム・サスペンス作品である。『コミックDAYS』（講談社）にて2020年4月9日から2021年9月16日まで連載された。次いで『週刊ヤングマガジン』（同）に移籍し、2021年43号（2021年9月18日発売）より連載再開。2025年4月時点で、単行本の累計発行部数は300万部を突破している。

## あらすじ
昭和12年、関東軍として満洲国に移住してきた日方勇は、察哈爾での軍事演習中、砲撃に巻き込まれた中国人の少年を助けようとしたところ、隠し持っていた銃で撃たれ、右目を失明する。戦力とならなくなった勇は、前線から強制的に撤退され、満蒙開拓義勇軍への転属となるが、彼の母親がペストに感染してしまう。母親の命を助けるために大金が必要になった勇は、偶然にも陣内が管理している阿片芥子の栽培場を発見し、勇を口封じしようとした陣内を殺害し、商売目的で阿片を製造することを決める。その後、勇が精製した阿片を麗華が経営するアジトに持っていき、金銭交換を要求するが、麗華はその阿片に目をつけ、勇と共に阿片の製造をすることを決意する。

## 登場人物

### 日方勇とその一味
日方勇を筆頭とする主人公グループ、真阿片ビジネスでメンバーの数を徐々に増やし顧客を伸ばしていく。
また、そのアヘンの原料となる芥子は熱河のものを使っている。そのメンバーは国際色豊かで、いずれも優秀な能力を持つ。ただし、そのビジネスの都合上一か所に長居することはできないため、長谷川を筆頭とする日本関東軍、麗華の元いた青幇と主に敵対し逃げ回る日々、哈爾濱ではロシアン・マフィアとも勢力争いを繰り広げた。
ダークな裏社会ビジネスをしているとはいえ、勇は米作りの費用（当初はペストに罹った母のためのサルファ剤薬購入費のため）のために続けていくことを目標としており、最初は阿片の違法性にも躊躇いが見られたが徐々にチームのリーダーとしての自覚を持つようになる。なお、行く先々での出会いの中で遭遇するトラブル（事件）に際しては、命にかかわるレベルの危機に瀕することもあるが、弱者を見捨てられないという優しい面も持ち、度々人助けをしている。（新京での李姚莉、哈爾濱でのナターシャとニーナや大観園の子どもたちなど）また、彼らに協力を申し出る者も少なからずおり、それらにより彼らのビジネス拡大の一助となっている。
日方勇（ひがた いさむ）
本作の主人公。日本人。元関東軍兵士。現在は満蒙開拓義勇軍に所属。体力は無いが植物や化学に詳しく、いつか米作りを行い、家族の誰も食べるのに困らないほどの米を作りだすことを夢見ていた。
察哈爾での軍事作戦中に片目の視力を失い前線から満蒙開拓義勇軍への転属となり、そこでペストに罹った母親の命を救うために阿片作りに手を出したことから激動の人生を歩むこととなる。失った視力の代わりに鋭い嗅覚を得ている。物語開始当初、昭和12年の段階で18歳である。諸々の必要経費一万圓を稼ぐまでとして、麗華と組み真阿片煙膏を作ることを契約する。
爆弾などの兵器製造にも精通し、青幇との交戦では爆弾を用いてのかく乱を得意とする。
また、勇の作る阿片は非常に純度の高い極上の品であり、一度吸わせたらその中毒性は非常に危険という代物である。
虹口の日本人会の重鎮・荻野目との対談では、時代に抗う力を求めに上海に来たと語り事業協力のため手を貸すという約束を取り付けた。春鈴に新たなアジトでの会話を目撃され、麗華から抹殺を指示されるが結果的に殺さず、誰の血が流れるかは自分が決めると覚悟を固めた。虹口に移した新たなアジトが襲撃され、李静とともに紅幇から間一髪逃げるが、李静自身からアジトをバラしたことを明かされ紅幇の本部に連行され宋蘭玉と対面する。李静の裏切りを悟り、宋に真阿片を作るように命令されても断る意思を貫くが、ならばと宋が二つある臓器を片方失っても死なない（だから臓器を渡すか服従か選べ）だろうという提案に、真阿片は唯一の生きる道だと熱弁する。しかし宋蘭玉により、耳をのこぎりで削がれそうになる（少し削られた）。その後静の裏切りを知りつつ説得を受けながらも春鈴を守れず失意に暮れるが、裏切ったふりをした静から密かに銃を与えられ蘭玉に反撃する機を狙う。しかし、弾はそれてしまい、挙句にライフルを突きつけられつつ静の銃は押収されてしまう。
宋蘭玉との晩餐では、同じ理想を持っていることは認めるが、決定的に違うところがあると説く。数千人の構成員がいようがお前は一人だ、仲間とは支配のない共同体で互いを守るために結び付くものである、恐怖による支配などいつでも裏切れる、お前のようなチンピラと組む理由が何もないと言い放つ。自分を救出に来た麗華、リン、バータルを確認すると、食事用ナイフで蘭玉の脇腹を刺すがまるで意に介さぬ彼女を見て驚愕する。その後、逃走する車両の上で蘭玉と殴り合い、最終的に機関銃で撃ち落とすことでボスとしての意思を通した。リンたちが日本人街で円に両替する中で、亡くなった春鈴の弟への償いとしてお金を置いていくなど、阿片の裏社会に身を置きながらも良心はまだ持っていると思われる。仲間を守るため上海から満州に戻る船を捜していたところで再会した静に銃を向け、仲間を危険にさらしたやつとは組めないと宣言し銃を突きつけるが、静の全てをさらけだす姿勢に改めて手を組むことを決める。
鮎見との交渉において説得の際に、自ら吸って効果を示せと言われた折には通常の阿片が不安感を無くし食欲や睡眠にょくを満たすのに対し、真阿片がまさに天に昇るほどの快楽を与えるものだと説明し、技術者としてそこらの阿片と比較されることを心外だと語った。鮎見から必要なものを聞かれ、煮沸装置とろ過装置を所望するが、その際に従業員不足・芥子の到着・関東軍襲来の3つの課題に直面し不安になるが、鮎見からビンタをくらい社長たるもの弱気になってはならんと叱咤される。リン、バータルと狼阿片への対抗策を練る中、青幇の工場爆破や羅の暗殺を企てようとするリンやバータルをいさめ、品質や利率など製品力で競おうとする。
狼阿片の力を目の当たりにし、かつて母を救うためのお金を求めたころの自分はもういない、真阿片のさらなる高みに昇りたいという技術者の欲が出ていることを実感した。芥子の乳汁が持つ一部の成分を活性化する高麗人参により、さらに真阿片を強くすることに成功する。その効力を娼館から戻ったリンとバータルから報告を受け、技術者として満足する。

麗華（リーファ）
本作のヒロイン。中国人。中華民国の秘密結社「青幇」の首領の一人である杜月笙の娘。自身が根城とする青幇のアジトに阿片の取引のために尋ねて来た勇が提供した純度の高い阿片を「真阿片」と名付け、勇と手を組んで阿片の密造および販売網の形成を企図する。
勇と出会った当初、ただでさえ関東軍の存在で阿片売買がやりづらい状況で勇が作った純度の高い阿片が出回れば商売の邪魔になるとして勇が青幇の構成員3人に殺されそうになっていたところ、勇から家族への思いを聞かされ信じられると判断し構成員たちを射殺して勇を助けた経緯がある。小さいころから料理が得意で、勇とその妹弟やメンバーにも振舞っている。独特の色香を放ち、バータルに好意を持たれていることを自覚しており、好意を利用してバータルをうまく動かす策士でもある。頭の回転が速く観察眼にも長け、作戦の立案はもっぱら彼女の得意分野。商売を広げるため、仲間にも何があっても勇の存在を隠すことを徹底させる。
初期は冷酷な面が目立っていたが仲間思いな一面もあり、吉林を脱した際には關志玲にリンの治療を依頼した。
吉林から出て熱河で態勢を立て直した際は、これ以上満洲で憲兵や里山がいる状況で阿片を売りさばくことは危険と判断し海外進出すなわち密輸を考えていると提案する。この密輸に際し、運転できるのが自分とキリルしかいないことから人数も増えたチームのため、移動手段の車を2台買い（1台はキリルが修理したことで安く買うことができた）、大連における密輸の手引きができる人間を見極めることの難しさを説く。大連の密告屋という存在について勇に教え、仲介者を見つける難しさの意味を分からせた。
上海では紅幇をしのぐ勢力となるため煙館を作り、租界を真阿片で満たすことを画策する。煙館を経営するため李静に上海コミュニティの中心人物を買収させ、真阿片のディーラーにさせることで決して自分たちが表に出ず素性を知られない策を講じる。「欲を操り人を動かす」、これが彼女いわくドラッグビジネスの鉄則とのこと。紅幇系列の租界の煙館を次々落とし、金持ちが阿片の快楽のために大金を払っているという現実を勇とリンに教え、自分たちが紅幇をしのぐ勢力だと知らしめるため自分たちの煙館を作ることを宣言する。バータルから紅幇によるナナ殺害がなされた事を聞き、「戦局を大きく有利にする地の利」としてユダヤ人に目をつける。
またマルクの新聞記事を見て、紅幇との開戦の準備が整い始めている、地の利を手にすると意気込む。虹口の日本人会に勇とともに潜入する。その矢先春鈴に新たなアジトがバレたばかりか、勇が真阿片製造者と知られたことで、勇に春鈴抹殺を指示する。開戦のタイミングから素早く状況を判断し、いよいよ尻尾を出した李静に対し裏切りを確信する。その後、郭(グォ)のいる店で工部警察をわざと待ち受け、仔空と対面し取引を持ち掛ける。勇が紅幇に捕まっていることを見抜き、工部警察と紅幇を争わせる。工部警察の撤退後、宋の命令で静に射殺されそうになるが、静がじつは裏切ったふりをしていたことも見抜いていた。大事なのは、利害が一致しているかどうか、きっと大きな目的がありそのために静が動いたのだとしたら面白い男だと評する。
大世界の踊り子たちに秘かに租界の金持ち相手に商売を再開させ、煙館は關の治療を受けて懐いてきた紅幇の元構成員らに煙館の運営を任せた。満州に戻ったのち、次の目的地を斉斉哈爾（チチハル）だと勇たちに宣言する。斉斉哈爾では鮎見の自動車工場に目を付け、その密閉性から真阿片工場に作り替えることを決める。鮎見に勇と李が追い返された際には、彼の自動車工場に放火をし（勇と李には告げずに）間接的に勇と李が従業員を救助したことで鮎見からの信頼を勝ち得るように誘導するなど狡猾さを持つ。足りない従業員を雇うべく、勇とともに斉斉哈爾の街で人探しをするが、「金をくれるならなんでもやる」ような人物は金で裏切る一番信用ならないと警告する、金で動かないそれ以上に命より大事な弱みを持っている人間が信用できると語る。
青幇の狼阿片の動きに対し、禁酒法による事例から禁止され手に入らないことが、ますます真阿片の価値を高めると語る。

リン
青幇が管理するアヘンの売人。いつもクマのぬいぐるみを抱えている日本人少女。父親の事業が失敗して借金まみれになり、食うために両親によって青幇に売り飛ばされる。実際、両親は青幇によって殺されているが、彼女には伝えられておらず、騙されて雇われている。勇と初対面したときは、勇らと仲間になることを拒むが、両親の死を知った後、勇と日本に帰ることを約束し、仲間になる。瞬間記憶能力を持ちそれなりに作戦も練ることができる、勇と麗華の作戦の実行をサポートする。青幇に囚われていたリンを助けに来た家族(妹と弟)のために奮闘する勇から、「家族（仲間）になろう、一緒に日本に帰ってともに暮らそう。」と言われプロポーズと勘違いした挙句、勇の（セツの相手で女の子を相手するのは）慣れているから（暮らしが）良くなるように（学校にも）行かせてあげる、という言葉を性行為のことだと思い、勇を異性として意識するようになる。
以来勇に好意を寄せ、彼に頼りにされることを嬉しく思っている。哈爾賓で麗華が負傷した際に、吉林の闇医者のことを思い出し二手に分かれることを提案する。吉林では關志玲の診療を手伝っていたが、すでに長谷川に勇一行のメンバーとバレており捕らえられて拷問を受けた。大連に行く方針が固まった際は、1.密輸先の事情に通じる者、2.密輸の手引きができる者、3.信に足る者　これらの条件を満たす人物を仲介者として協力者にしないと厳しいだろうと語る。
上海で勇が春鈴とともに大世界から姿を消したことでいら立ちを見せ、勇が朝帰りになった際には嫉妬から勇の首を絞めるなど勇への思いは人一番強い。後日、得意の人間観察を活かし上海の裏の煙館に潜るための合図を見破る。紅幇の記事を書いたマルクに報酬を渡しながら全てが終われば倍額払うと約束し、質問してきたマルクには知らないほうが身のためだと告げた。麗華が指示した春鈴暗殺から戻った勇の手の傷に気づくも、その信念についていくと決めた。紅幇に乗り込んだ際は、持ち前の頭の回転の速さで静の裏切りと紅幇の襲撃の重なりから勇を売り渡すつもりだったのだと見抜き、勇が蘭玉に囚われていること、工部警察と紅幇が争う状況に変化した事態に気づく。警察に偽の情報を流し紅幇ボスの潜伏先を突き止めるこの状況を作り出した麗華に対し、素直に感心した。紅幇のアジトの屋敷の間取り、見張りの配置を覚え、麗華を脱出のために誘導するが、静は敵か味方なのかと麗華に問う。
斉斉哈爾の南門大街（なんもんたいがい）でバータルとともに狼阿片の存在を知る。青幇にいた過去から、その組織力と影響力を誰よりも知るため狼阿片の製造工場に潜入してライバル商品を探ろうとしたが、その際に子どもの被験者を発見し保護しようとした際に羅に見つかる。子どもにまで阿片を吸わせることに憤りを示した。保護した少女・雪(シュエ)を禁断症状から立ち直らせるべく奮闘する。雪を阿片製造工場に勇が連れ出した際は、軽蔑と怒りから勇にビンタを浴びせた。雪に対しては、阿片や青幇といった似た境遇にいたことからとても親身に接し彼女の禁断症状の治療に取り組んでいる。雪の加入に際しては、麻薬を前にして人間の意志は強くはないと語る。

バータル
女好きのモンゴル人。満洲の大学を卒業しており、日本語・中国語・ロシア語・モンゴル語の四か国語を話す。勇らがモンゴル民族に熱河省の芥子畑の護衛を頼んだところ、モンゴル民族の長老が外の世界に惹かれているバータルの気持ちを尊重し、勇らと行動を共にさせる。熱河を出たら、満洲・中国・日本・ロシア人の全員を妻にする野望を持っているが麗華には軽くあしらわれている。
新京にて青幇から逃げる際に初めて自動車のハンドルを握るも、運転の知識がまったくなく勇と麗華に呆れられてしまう。
吉林からの脱出時は、凡との交戦を行いキリルの運転テクニックに合わせて街灯の支柱に凡の腕をぶつけさせて骨折させた。
上海では煙館の売り上げ回収のため踊り子ナナに接触しようとするがキリルとともに遺体を発見、紅幇の残虐性に苛立ちを見せる。
情報が漏れたことでアジトがバレた可能性を考え、同行していたキリルとともにゲリラ戦の鉄則（バレたアジトは放棄する）をとることに。捕らえた紅幇幹部の口を割らせると、救出のためアジトに乗り込んでいく。麗華、リンと合流するが、宋の用心棒兄弟の殺気に気付き、用心棒の弟：雕（でぃあお）と対決する。中国の棒術トンファーに苦戦し愛用のサーベルを折られ指の骨も折られるピンチに陥るが、ヴァーシャから学んだ柔道を完成させ、アキレス腱をつぶし膝固めをしてかかとをねじり切る。これにより膝のじん帯・半月板を破壊、のど骨も破壊したことで声も出せない状況にさせ、さらに太ももの大動脈を切断され失血死させる（直接の死の描写はないがまず助からないと思われる）。このとき、今までさんざん与えてきた死に迫っていく恐怖をじっくりと味わえと吐き捨て、勇を蘭玉から救出する。斉斉哈爾の南門大街（なんもんたいがい）でリンとともに狼阿片の存在を知る。
メンバーのため雪景色の中で狩猟に出かけた際に、斉斉哈爾で青幇のボスをしている燕云（えんゆん）と接触する。

キリル・メドヴェージェフ
ロシア人。ロシア革命の混乱の最中、貧困ゆえに母親に捨てられる。現在は哈爾賓で逃し屋として生活しており、キタイスカヤ三番街の電柱に依頼を貼れば何でもこなす。ソビエト連邦内務人民委員部（НКВД、エヌカーヴェーデー）の秘密警察として活動していたが、スターリンの大粛清の際に一目ぼれしていたナターシャを助けて二人で逃走、いつかナターシャとともにロシアに帰ることを目指して稼ぐ。
哈爾賓の裏の顔である帝政ロシア時代の鉄道付属地だった傅家甸（フージャデン）で、たまたまロシア正教会のソフィスカヤ寺院を訪れた勇と麗華が巻き込まれた司祭暗殺に際し、人違いで二人を助け出す。ナターシャを青幇に攫われ、麗華に力になると言われ連れてこられたアジトで一行が阿片密造を行っていることを知るが、ナターシャ救出のため手を組むことにした。一件が片付いたのち、稼ぐために引き続きともに行動することにする。吉林では、関東軍からリンと關志玲の奪還において運転スキルで活躍した。
追跡車をドリフトでかわし壁に激突させる、跳ね橋を飛んで車を走らせるなど、かなり高度な運転テクニックを有している。
虹口ではユダヤ人の鏡による合図で、紅幇の車の襲撃を回避しつつ、情報が洩れていることを怪しむ。
不安を隠せないバータルに対し、タダじゃ死なない奴らばかりだと語る。バータルを屋敷付近まで送り届けると、いつでも発車できるように待機する。勇が蘭玉を打ちのめしたのち、上海を出るまでは何が起こるかわからないと警戒する矢先、待ち構える工部警察を発見する。

關志玲（くわん しーりん）
哈爾賓で負傷した麗華を連れ、勇とリンが訪れた吉林で探し出した酒場を営み、病院代わりにしている闇医者の女性。好きなものは酒と金、傷の酷い麗華を助けたことから医師としての腕は一流の様子。人を見捨てないことを信念としており、金のない患者を追い返したりはしない。麗華が快復し交渉によって高額の報酬を約束させることで、納屋を真阿片密造の作業場として貸し出す。長谷川の来訪でも動じずに勇のことをかばうなど肝が据わっている。師匠のノーマンがいつか帰って来る時を心待ちにし、その意思を受け継いでいる。幼い弟を育てながら生きてきた、じつはその弟は……。吉林での関東軍との交戦に巻き込まれる形で仲間になり、もはや戻るわけにもいかなくなったため行動をともにすることに。吉林を抜けて熱河に渡り、セツからすごい医者だと聞いたと満面の笑みを向けられ少し照れるような顔をする。しかし、里山を追い返した勇に仲間たちが感激し「さすがはボス」と喜びあっている様子を怪しく睨みつけ……。阿片売買に巻き込んだ勇にメスで切りかかるが、勇の境遇を聞いていたため思いとどまった。そして、以前の酒場のようなものではなく、貧富の差など関係ない満洲一の大病院を作るという夢を持ったこと、その資金を稼ぐまでは行動を共にすることを勇に告げる。昔から権力を振りかざす輩が嫌いで、上海では工部警察の梓睿の蛮行に非力な租界の住人が踏みにじられたのを見ていら立ちを見せる。梓睿は租界が何より大事であると聞き、勇たちによって真阿片で租界の混乱が起きることで工部警察に少なからずダメージになると踏み、ほくそ笑む。その後拠点に戻り、作戦を練る麗華たちに工部警察の存在を教えた。
ユダヤ人街では、紅幇の脅しにも屈さずユダヤ人たちの病気やケガの具合を無償で診察し民衆の支持を得たことで、彼らを頼もしいと述べる。紅幇による虹口襲撃で負傷したユダヤ人を手当てする中、アジトが襲撃されていることを知り、民衆とともに紅幇の幹部の身柄を拘束した際、何かに気づいた様子だったが……。工部警察と紅幇を倒して凱旋した勇たちを見て安心する。勇の耳の傷を感染症にならないように手当てするなど、腕は確かなようである。
斉斉哈爾では負傷兵の山本の足の切断を行い、その後の処置と経過観察を行っている。

李静（リー ジン）
大連ヤマトホテルの開業32周年祝賀パーティーで大沢に声をかけるのが初登場、メイビン貿易公司。口がうまく、大沢を担いで営業トークを進める。密かに尾行していたつもりだったが麗華にバレてメイビン貿易公司として阿片貿易の仲介者の役を務め、密輸先として最大の港を有する上海を提案する。蒸気タービンを搭載した商船を用意し、継続的な密輸を約束する。「リスクを恐れず戦った者だけが真の勝者」というモットーを話して麗華に気に入られた。青幇からは密航屋の李静として知られている。どうやら紅幇のボス宋蘭玉ともパイプを持っているらしい。租界の勢力争いに勝つため麗華に頼まれ上海のコミュニティを買収して人を集め、真阿片の売人と顧客を増やしていく。また人間の嘘を見抜く能力に長け、謎の組織に属しコードネームは工作員18。初登場時点からただ者ではない雰囲気を醸しだし、満洲を侵食する真阿片の製造者を探り、組織に勇たちの動向について電信を送る。この際、真阿片関係者の一味を調査が終了次第全員の抹殺を謀るように指示を受けた。どうやら妻がいるらしく、大切にする懐中時計には赤子を抱く妻らしき女性と思われる人物の写真が。
マルクが手配したユダヤ人街の地下住居での乾杯では怪しくほくそ笑み、裏の顔を隠している様子を見せる。勇からなぜ裏の仕事をしているか問われ驚くが、「家族が自分を待ってくれると思うか、このまま離れたほうがいいのではないかと思わないか？」と逆に問う。紅幇とユダヤ人の抗争が勃発すると混乱に乗じて勇を仲間から引き離し、宋蘭玉のもとに連行した。その後、拷問される勇を見て、宋蘭玉を「2つある部位を1つずつ奪っていくことは素晴らしい」とほめながらも「敵の大将なら、まずは対話により幸福を促すべき。」と諫めた。代わりに自らが、勇に協力に応じるように説得するため、静かな場所に幽閉するように言い出す。
その後、工部警察とともに訪れた麗華に怪しげにアイコンタクトを送る。蘭玉からの指示で麗華を射殺することになった際はシャンデリアを撃ち抜き暗闇に紛れて麗華・リンとともに逃げ出す。（紅幇に寝返ったと錯覚させていたのだ）勇の救出を行うが、これまでの紅幇への裏切りのフリは勇がそれなりの器だと見込んでの大芝居だったのだ。
宋の用心棒の兄：鷹（いん）と対決した際はガラス片や花瓶による攻撃が通用せず苦戦するも、かつての師匠Nから学んだ中国拳法と持ち前の頭脳で迎え撃った。144話にてようやく彼の生い立ちが明かされる、中国の貧しい家に生まれ赤子のうちにイギリスに売り飛ばされ、ビクトリア様式の家と馬車と石畳が記憶にある風景だった。幼少から様々な言語を叩き込まれ電信の扱いや暗号解読技術を身に着け、英国の諜報員であることが明らかとなる。勇たちと出会う前は関東軍の動向、ソ連の動きなどを詳細に探りイギリスに報告していた。ひそかにジュールと通じ、おそらく逃げおおせるであろう蘭玉を始末すべく、毒入りワインをジュールに渡していた。
信用できる商売に必要な力は人の質であり、勇たちの絆を見てそれを感じたと語る。あらゆるスパイグッズや書類を破棄し、家族の写真だけは残させてほしいと勇に懇願し改めて一味に加入した。
麗華から次の目的地を斉斉哈爾（チチハル）だと聞き、あまりにも危険な土地だと反対した。斉斉哈爾では麗華の指示で勇とともに鮎見に接触すべく鉱山責任者の山中を名乗る、鮎見からの質問に持ち前の知識で返答するが、鉱山で働く者の手ではないと見破られてしまう。のちに鮎見の自動車工場から出火した際に勇とともに従業員救助に当たるが、偶然でなく故意によるもの(麗華によるものとまで見抜いたかは不明)ではないかと疑っていた。従業員採用試験においては農業生産物加工品(阿片製造)に必要な資質を持つ人材か見極めるテストの試験管を務め土の違い、天秤の使い方などをテストした。
青幇の真阿片取り締まりにより、売人から売上金を回収する際には、便の中に仕込ませ汲み取り屋を使って回収するという方法で、青幇に真阿片一味にたどり着きにくくする妙案を用いた。

### 日方家
日方セツ（ひがた セツ）
勇の妹。関東軍に陣内を殺して埋めた事を追及され危険を感じた勇と麗華の手引きで熱河省に移り住み、リンと同性どうしすぐ打ち解けていた。熱河のモンゴル民族のもとで暮らし、兄のために芥子の栽培を手伝っている。熱河では馬に乗る、弓の扱いにも慣れるなど、日々スキルアップに取り組んでいる。のちに三郎とともに、斉斉哈爾に移り住み、兄たちと再び暮らすようになるが、日本に帰らないかと提案するも勇に却下される。ロクに稼げずに日本に戻ってもまた貧乏になる、それはもう嫌だと語る兄に、それだけが理由かと問う。
雪の加入においてはリンから説明を受け、雪が利益になるように働きかけた勇の皆に反対されるような決断をすることがボスの在り方だと知る。

日方三郎（ひがた さぶろう）
勇の弟。まだ幼いため、言ってはいけないことの分別があまりついていない。
熱河に移り住んでからは体も大きくなり、畑仕事や放牧を手伝い、村の子どもたちと相撲にも取り組んでいる。
勇の母
勇・セツ・三郎の母親。第一話にてペストに罹患し、その治療薬の金策のために勇が阿片作りに手を染める契機となる。父親は日露戦争で戦死したため勇が徴兵された際には召集令状を持参した兵士に猛烈な抵抗をした。勇は阿片を作る理由として、母を助けるサルファ剤を購入する資金のためであったが、阿片の売り上げを持ってようやくサルファ剤を得るも間に合わず亡くなる。

### 青幇（ちんぱん）
数年前まで上海を筆頭に満洲をも支配していたが、日本軍の侵攻で弱体化した。
杜月笙（と げつしょう）
秘密結社「青幇」の首領の一人で、麗華の父親。実在の人物。関東軍総司令本部の阿片王の里山柾から、青幇の障害となるかもしれない真阿片を密造する連中の情報を得る。その一味に娘の麗華がいることも知っており、主要都市に部隊を配備させ、関東軍より先に麗華および勇一味を捕らえることを望む。上海を支配した３大ボスの一角でもあった。
娘の麗華らが満州や上海で大暴れしていることを知っており、関東軍が支配者としてふるまう満州でもう一度力を誇示すべく狼阿片の計画を羅とともに進めていく中、娘の麗華との対決を受ける覚悟を示す。160話にてようやくその姿が登場、172話にて部下から麗華が斉斉哈爾に潜伏しているとの報告を受ける。娘の動きには予測がつくとし、斉斉哈爾で決着をつけると意気込む。

馮英九（ふぉん いんちゅー）×
青幇幹部。哈爾濱（ハルビン）の大観園の子どもや女性を連れ去り、富豪相手に競売にかけて売り飛ばすことで儲けている。
杜月笙がトップになる際に幹部を五十人以上始末した伝説の殺し屋。青幇とロシアン・マフィアの抗争において麗華を銃で撃ち負傷させた。一度は逃げられた麗華にとどめを刺そうとした際、閻馬たちによって撃退された。
バータルがニーナとナターシャを救出しロシア事務局から脱出したところを襲撃に来たが閻馬により復讐で射殺された。

周（しゅう）
青幇から逃亡した李姚莉を勇とともに捕らえ拷問、姚莉をさらっていった横に長いひげが特徴の男。救出にきた勇がトランクに仕込んだ時限爆弾によって吹っ飛ぶ、これにより勇一行と対立することになる。麗華たちに日本に送り届けられようとしている姚莉を追い、勇たちを殺そうとするが関東軍の熊田により妨害される。勇たちへの積年の恨みから、大連まで追ってきた際は黄に協力を依頼するが、李静につかまされたガセネタにより真阿片一味を取り逃がしてしまう。さらに日本行きの商船に紛れての出航によって再び取り逃がしたことで、屈辱を味わう。

黄飛龍（ほわん ふぇいろん）
青幇大連支部長で、がたいのいい男、ゴミを1つでも残すと腐敗が始まり広がってから絶とうとしても遅いという言葉をモットーとし旧友の周の頼みを聞き、勇一行の始末を約束する。李静の手引きで大連を勇一行が離れたことで、青幇の脅威は去ったとして撤退する。

羅（ルオ）
麗華の父でありボスの杜月笙とも接触できる実力者で、阿片商売を知り尽くす男にして元軍医。真阿片をつぶすべく、独自に新型の狼阿片（ランアヘン）を開発する。真阿片を「天才の作りし芸術」と評するなど技術者として対抗心を燃やしている。少女を助けようと阿片工場に潜入したリンを見つけた際は、満州で希望も光もない地獄(のような生活)から人々を救い出せるのは全ての苦しみを忘れさせる狼阿片だけだと論じ、少女の中毒を利用してリンを殺害させようとしたが失敗。まだ人を殺すほどの理性を失わせることはできないとデータを記録する。その後、少女を連れていきたければ連れて行って構わない、狼阿片を求めてここに戻るか実験になると語り、リンと少女を解放した。その後真阿片一味が娼館に現れたと報告を受けるが、純度を引き出すために短時間で高温に至らせることでついに真阿片を超える狼阿片ができたためもはや真阿片は敵ではないと悦に浸る。中国の内戦で阿片があれば、仲間を苦しませずに逝かせられたとその思いから阿片づくりを開始したことが192話で語られた。

燕云（えんゆん）
斉斉哈爾でボスをしているやせ型で細目の男、大型のハスキー犬とともに狩猟に出向くこともある。狩猟をしていたバータルと接触し、真阿片一味が多国籍であることからバータルに警告をする。人のウソを見抜くのが得意と自称し、斉斉哈爾を汚さないでと言い残して去っていった。(バータルを一味だと見抜いたかは不明だが、ウソを見抜くのが得意となれば見抜いた可能性もある。)　訪ねてきた渕に、圧倒的な個体数の多さは生物を存続させるが、少数に過ぎない真阿片一味はいずれ滅びると語る。
繁殖保護のため雌鹿を狩る者には害獣とみなし容赦はしない、獲物の処理にはこだわりが強く、特に皮剥ぎには自信があるという。まるで遊ぶように狩りを行い、弄ぶかのように獲物を殺す一見何を考えているか分からないタイプ。羅に対しては、たかが麻薬を作っているだけじゃないかと一蹴するが、羅からはペニシリンのもととなるカビのたとえを出され意味のないことを続けるのが研究と言い負かされてしまう。

丁芳（ていふぁん）
羅の作る狼阿片を売りさばく商売の才能を持つ男、安く大量に売ることで狼阿片を話題にさせいまや売人からいつでもどこでも手に入るようにしたヒットメーカー。彼曰く饅頭(マンドゥ)よりも売れているとのこと、いかに手に入りやすくするかにこだわっている。誰にでも買えるような値段にした狼阿片ではなく、薬局に眼球を売りさばいてまで並ぶ人々を目撃し、彼らの狙いが真阿片だと悟る。

劉(らう)
丁芳の阿片を売りさばく青幇の実行部隊にして処刑人、ペストマスクのようなくちばしをつけている大男。生きている時間は有限でありながら、なぜ無限の概念が存在するのか。死への恐怖がそれを生み出し、弱き自己を捨て去る鍵は魂の内側にあると語る。中世ヨーロッパの思想に傾倒し、ついた異名は血の教誨師（きょうかいし）。嘘つき、悪人を処刑で救いに導くという。
黄金栄（こうきんえい）
青幇の三大ボスの一人、杜月笙とともにかつて上海を支配した。

張嘯林（ちょうしょうりん）
青幇の三大ボスの一人、杜月笙とともにかつて上海を支配した。

### 紅幇（ほんぱん）×
日本軍にも租界にも屈しない強硬な姿勢を見せ、不満を募らせる裏社会の支持を得て構成員数千人規模まで勢力を拡大した。勇たちとの交戦で事実上の解体となる。
宋蘭玉（そう らんゆー）×
紅幇の女首領で、上海の裏社会を牛耳る。麗華いわく好戦的で、交渉が通じる相手とは思えないとのこと。
嫌いなものは平和と無礼、ワインを好んでいる。
幼馴染の梓睿から真阿片のことを尋ねられ、「手を引け（製造者は我々が探す）」と答えた。
用心棒兄弟には「真阿片勢力」の動きについて、上海全土は庭であり隠しきれるものではないと語る。
煙館襲撃時は、派手にやりすぎたことで日本軍の接近を許し撤退を指示する。
梓睿と同様に上海を愛するが、それは戦争という「美しい文化」に身を沈められるからだという。
なお、梓睿は租界の子どもには優しくしたが、対照的に女子供であれ紅幇に歯向かう者には容赦しない姿勢を貫く。
李静の手引きで連行された日方勇と対面すると双子に拷問させ、真阿片を作るように命令する。しかし、仲間のために作ると宣言する勇の耳をのこぎりで切り落とそうとし、拷問を行う。麗華の策略により、工部警察が乗り込んできた際は工部警察の仔空の左肩をライフルで撃ち抜いた。工部警察撤収後、この事態を招いたのが貿易屋の静だと睨み忠誠心を見せてみろと麗華の射殺を命じる。
静の裏切りに憤り、勇のもとを訪れると一味と静の首を一人づつ見せてやると宣言する。私のために真阿片をつくるように脅しをかけるが、「部下の行動の責任を取るのがボスたるものだ」という信念から勇に銃を突きつけられ「春鈴を殺したことに関わっていようがいまいが報いを受けろ」と告げられる。弾が逸れ、勇から銃を取り上げると「決めるなら１発だった、私に引き金を引く機会は二度と訪れないぞ。」と言い、銃を入手したのは恐らく貿易屋（静）からだと見抜くがどのみち皆殺しだどうでもいいと語る。
殺害をあきらめない勇に「夕食にしよう、肉料理を用意させておけ。」と言い、なぜ殺さないと疑問を持たれるが、「お前が死ねるのは、全てを失ってからだ。」と告げる。夕食の際、腹を割ってボス同志話し合おうと言い、我々は国に捨てられた者同士だと話す。勇が真阿片を作り出した理由はおよそ想像できると言い、自らも弱体化する政府に見切りをつけ自らの手で上海を奪おうとする者をつぶそうと決めたと言う。そして、勇との根本は同じだと語る。「戦争という荒波の中、国にすがらず自らの力で生きていく道を選んだ。王になるために、勇の仲間がどれだけ優秀で誠実だろうがこの理想は共有できないだろう。持たざる者から這い上がった目的は何か、（勇から）奪い去ったあらゆる力への復習ではないか？私とお前は繋がれる、小娘（春鈴）一人の死など問題ではない、お前が必要だ日方勇、私達が組めば必ず新たな世界を作り出せる。」と勇に語り掛けるのだった。勇ら一行とのカーチェイスと肉弾戦で取り逃がしたのち拠点に戻るが、ジュールに毒入りワインを飲まされ服毒死するよりはとライフルで自らの頭部を撃ち自決した。

ジュール
宋蘭玉に使える執事、李静とも交流を持ちサボテンを愛でる温和な人物だが、宋蘭玉に真阿片を扱う「ネズミ」が上海に紛れ込んだ可能性があると告げる。調査の結果、虹口に真阿片一味が潜伏している可能性が高いと報告する。最終的に、蘭玉を毒殺しようと図るが、蘭玉には毒が効く前にライフルで自決されてしまう。実は、静と裏で通じていたのだった。あくまでフランス租界の利益のため、今後は紅幇をビジネス集団に変えていくと意気込む。

郭（ぐぉ）
人が消えるという噂の社交クラブを隠れ蓑にした非合法の阿片窟「煙館」を仕切る、潜入した勇たちを怪しむが麗華のはったりにはまり紅幇の情報を漏らし、真阿片のとりこにされる。
双子の用心棒 鷹（いん）×・雕（でぃあお）×
宋蘭玉の用心棒の兄弟、租界の住人からは睨まれたら終わりと恐れられている。
兄のほうはあまり頭が回らないようだが、弟の方は宋蘭玉の命を受け真阿片を探るためナナを拷問する。宋蘭玉の指示で真阿片が蔓延る煙館を襲撃しバータルとキリルと対面、以前ナナ殺害の際にすれ違ったが顔まで覚えていなかった。勇が捕らえられた際は、宋蘭玉の指示で拷問を行い、春鈴をいたぶって殺害した。
その後、鷹は静と交戦し中国拳法で噴水に投げ飛ばされ串刺しにされ死亡、雕はバータルと交戦し柔道でアキレス腱をつぶされかかとをねじり切られ、膝のじん帯・半月板・のど骨も破壊された挙句、太ももの大動脈を切断され失血死させる（直接の死の描写はないがまず助からないと思われる）。

### モンゴル民族
阿片生産地の護衛を雇うべく勇と麗華が向かった熱河を拠点とする熱河省の番人である遊牧民、モンゴル相撲「ブフ」の戦士を多く有し、乗馬、弓、格闘に秀でている。長老は麗華との対等な関係を築こうという交渉で日本の関東軍や青幇が寄りつかないように追い払うことを約束し、馬乳酒（クミス）で乾杯し契約を結ぶ。ゲルの入り口、人の足を踏んだら握手を交わすという風習がある。
勇は馬乳酒で酔ってブフの一人の足を踏んでしまい上記の風習を知り、長老に嗅ぎ煙草入れ「フールグ」を持って詫びを入れ、右手による交換を行うことで、真心ある挨拶が功を奏して手を組むことになった。

### 関東軍・満蒙開拓義勇軍
長谷川圭人（はせがわ けいと）
メガネをかけた優男風の憲兵伍長。老若男女問わず酷烈な拷問にかけ、開拓義勇軍内の阿片密造者やその関連人物を捜索する人物。
拷問を楽しんでいる節があり、生粋のサディストと思われる。関東軍は満洲での収入を阿片でも賄っていたが、勇らが製造する質の高い阿片が流通したことで収入が減少したため、長谷川を中心として勇らと対立するようになる。執拗に勇一行を追いかけ阿片王の里山柾の命令により吉林までやってきた。その際にバータルとキリルと接触し、阿片を所持していないか職質した。やがて、真阿片を超える阿片を関東軍で作ろうと画策する。闇医者の關志玲を訪ね、日方勇が中毒性の高い阿片を精製密売していることを告げた。勇やリン、關志玲のことを徹底的にリサーチし弱みに付け込んだ拷問を得意とする。リンの拷問時には、愛を理解できないことを語り、リンが頑なに勇の居場所を話さないことに理解できないでいた。關志玲の拷問では日方勇の情報を吐かせるために人質として捕らえた弟の昊天を一緒に拷問した。頭の回転も速く、勇を捕らえるためにはどんな手段もいとわない。吉林で凡を失った際には、家族も大切なものもない我々は国を守るためにこの命を捧げようという誓いのもと、日方勇を必ず捕らえる決意をする。
凡（ぼん）　×
長谷川の部下。長谷川の命令を淡々と忠実に実行する無表情な大男だが、身寄りのない自分に生きるすべを教えてくれた長谷川を「先生」と慕い、長谷川を侮辱する者には怒りを露わにする。圧倒的な怪力を誇り、拷問において拷問相手を骨折させることは日常的。
長谷川の指示で捕らえたリンの始末を行うはずが、初めて日本人女性を始末するにあたり、妹のチエと被りリンを死んだものとして処理し野外に放置した。リンいわく、長髪の男（長谷川）ほどの非情さは感じられず心の弱い男なのだろうとのこと。のちのカーチェイスにおいてはバータルに殴られるもびくともせず、不死身なのかといわしめるほど。勇一行が吉林から逃げようとした際は追跡車の運転手がバータルに撃たれた後の運転手を務め、街灯の支柱に腕をぶつけレンガの壁に車ごと激突、長谷川を庇う形で命を落とした。
熊田岩男（くまだ いわお）
開拓義勇軍の監督官。のちに補助憲兵として長谷川の部下になり勇を追う。周によって殺されそうになっている場面に遭遇し、青幇と交戦。あくまでも勇を生け捕りにし、阿片のことを吐かせるため逃げる勇たちをこの時点であえて追わずじわじわ追い詰めていくスタンス。
里山柾（さとやま まさき）
関東軍総司令本部の阿片王、元新聞記者で裏社会の人脈を利用してのし上がった。昭和13年、阿片密売商社「里山機関」を設立。実質上のトップである副董事長に就任した。更に日本陸軍のため日本大手三社が設立した昭和通商、青幇のボスである杜月笙とも手を結び、里山機関なるネットワークを構築した。吉林を脱し熱河に逃げた日方勇を訪ね、世界各地の情勢を考えて第二次世界大戦の幕開けを告げ、戦争を利用したビジネスをしようと交渉を持ちかけるが「わずか数人の仲間」を「家族」として大切にすると言う勇の言葉の覇気に押され、一旦退くことにした。しかしその弱みを握ったとも語り、今後再び仲間を狙って行動を起こすかもしれないという怪しげな雰囲気を持っている。実在のモデルは里見甫。
陣内茂（じんない しげる）×
開拓義勇軍で勇とともに働く年配の傷痍軍人。元衛生兵。陰で金のために義勇軍の農場の隅で芥子栽培を行っていた阿片中毒者であり、秘密を知った勇を殺して口封じしようとしたため、勇を助けようとしたセツに殺害される。
渕進一郎（ふち　しんいちろう）
関東軍作戦参謀で少佐、ソ連に押される戦況の中でノモンハン国境地帯停戦合意における捕虜交換で戻ってきた日本兵や停戦に前向きな兵士に対し、もっと粘っていれば戦況は変わったはずだと将校たちに敗戦の責任があると、仲間であっても切り捨てる非情な人物。常に現場の最前線に出ようとする主義の持ち主、真阿片製造者である日方勇を探している。奇しくも勇らと同様に鮎見に接触を図り戦車と戦闘機を造るように命令し、関東軍が諸外国と渡り合うために満鉄と満業を手中に納めることを狙っている。五属共和である満州において、同胞である日本人だけが恥ずべき行いで優遇されている現状に納得しておらず、満州の前線であらゆる外敵から満州を守ることを理念に掲げている。どうやら青幇とも通じているらしく、燕云に真阿片一味が斉斉哈爾に侵入したことを報告に現れる。青幇と組むのは、関東軍がソ連を食い止めるためであり、青幇は中国の伝統であり阿片商売を関東軍と青幇で分け合おうというのが腹のうちであった。

### 満洲鉄道
風見吾郎（かざみ ごろう）
満洲鉄道中央試験所委員長。麗華によって勇が製造する阿片最初の中毒者となる。
勇らは阿片を中国各地に運搬するために満洲鉄道を利用する必要があった。しかし、それには満鉄内での荷物検査を行う関東軍の排除が必然であったため、満鉄を運営する風見を阿片漬けにし、満鉄を取り込むことで満鉄の権利を支配した。

### 満洲映画協会
古尾貫央（こび つらお）
満洲映画協会社長。李姚莉を日本人にとって都合のよい中国人の女優として演じさせる。青幇の囲う李姚莉を勇によって逃がされてしまい、迷惑料を支払わされる。
李姚莉（り やおりー）
実際は日本人だが、素性を隠され中国人の女優として働いている。満映に勤めているが、実際は青幇に管理されている。本名は山内 洋子（やまうち ようこ）で、李姚莉という名前は社長から与えられたものである。自分が日本人であることを明かす映画撮影を終えた後、勇に自分と日本へ帰国するよう誘うが、断られたため単独で帰国する。実在のモデルは李香蘭。帰国の際に勇に口づけし、麗華とリンは驚きのあまり口を開けて呆然とした。
池山 大二郎（いけやま だいじろう）
満映のスター俳優。麗華によって阿片中毒者となる。

### 白系露人事務局
アレクセイ・ロジャエフスキー
白露事務局局長。ロシア人からは「皇帝」（ツァーリ）と呼ばれている。哈爾濱に数多くの貿易会社を営み、またその資産はロシア人を統べるほどである。表の顔は貧困層を救う心ある人物であるが、実際は裏で哈爾濱を牛耳るロシアン・マフィアのボスである。
キリルに追い詰められ交通事故を起こし転落、死亡した。
ニーナ
ロシアから亡命し、哈爾濱のロシア人キャバレーで働いている。ロジャエフスキーから事務局の秘書になるよう誘われ、事務局に務めるようになる。ある時点でロジャエフスキーの裏の顔を知り、ナターシャを救出する。
キリルにナターシャのことを託され、別れる。

### 吉林
昊天（ハオテイエン）
吉林の屋敷町にある元上流旗人の曹のもとで働く18歳の使用人、元下級旗人であり主である「大臣」の家に代々仕えてきた。地位と名誉を失うも、旗人としての誇りを持っている。旗人とは、清朝初代皇帝ヌルハチ率いる満洲族が優秀な指揮官を育成する軍事システムを構築した際の八旗をシンボルとする軍事組織であり、特権階級として満洲を支配した。しかし、アヘン戦争と日清戦争で諸外国の武力攻勢に敗れ、辛亥革命で清が滅亡しアジア初の共和制国家「中華民国」が成立すると、支配者層としての地位を失ったのだった。奉公人としてのみでは食べていけず、人力車の俥夫もしている。同じ屋敷町にいる元旗人の最上位家系の神美（シェンメイ）に好意を寄せているが、告白には至っていない。ある日、高価な壺を割ってしまい弁償のために苦悩していると、お金持ちの令嬢と執事に変装した麗華とバータルに声を掛けられ、買い物がしたいという二人を曹のもとに案内した。麗華の口車に乗せられ、稼ぐために協力者に仕立て上げられる。神美の借金返済を阿片の儲けで行い、二人でこの街を出ようと誓う。關志玲の実の弟でもある。麗華はあくまでも協力者であるとして、吉林を脱出する際は仲間に数えられなかった。拷問からバータルと關志玲の患者たちによる抗日運動の騒ぎに乗じて脱出した際は、神美のもとに急ぐべく姉とは別の方向へ向かう。勇たちが吉林を脱した一方、阿片で狂ってしまった神美とともに暮らすようになり、禁断症状に苦しむ彼女を介抱しずっとそばにいることを誓う。

神美（シェンメイ）
元旗人の最上位家系の令嬢だった。枕を売って生計を立てているが、貧困を極めまともに食事もできていない。父親の借金を返済するために体を売ろうと決意し、それが昊天の阿片密売を加速させていくこととなった。借金返済後は昊天と共に暮らすが、彼が目の前で関東軍に連行されたことや、信じていた昊天が真阿片を売り捌き、両親も真阿片に侵されているところを目の当たりにしてしまい精神的に追い詰められ、自身も真阿片に手を出してしまう。その後阿片中毒による禁断症状で苦しんでおり、かつての凛々しい姿はもはやなくなっていた。

### 大連
李静（リー ジン）
#日方勇とその一味を参照

### 工部警察（工部局が率いる租界を統治するための組織）
梓睿（じ るい）・・・阿片中毒で免職
上海の工部警察の警部。租界の勃興で今や東洋一になった上海を愛し近代主義を理想に掲げ飴と鞭を使い分け租界を巡回する。
また租界をボロ地と呼び、土地を外国人に明け渡すため墓地すら壊し立ち退きを推し進める。
やくざ者やゴロツキにも恐れられ、侵略から守るため中国の未来のため力をつけるべく租界を発展させる事こそが最重要であるという信念のもと、汚らしい身なりの子どもからでも首飾りを買うなど、思いやりのある面も持っているが、過度な愛国心から「時代の流れを理解しない馬鹿共」と見なす租界の人間をいたぶる冷酷な裏の顔を持つ。
仔空から真阿片の報告を受け精製者を探す任務を与え、金になる阿片を売りさばき、工部警察の資金作りに協力させるため大金の動きを制御しようと画策している。じつは紅幇の女首領の宋蘭玉は二つ下の幼馴染で、「上海を破壊する猛毒」である真阿片のことを尋ねるために再会し紅幇も製造者を追っていることを確認し撤退する。仔空が連行した春鈴に、真阿片一味に通じる情報を集めるスパイになれと命令する。
情報から虹口の日本人街に出向き、上海は租界警察が統治すると宣言して取り締まりを行い、一味が日本軍を恐れていると推理してユダヤ人に目をつけ「多言語を操ることができる」一味なのではないかと勘繰る。春鈴から結果的になんの情報も得られなかったが、訝しみながらも解放する。紅幇のアジトでは暴走する仔空を制止するが、さすがにライフルを発砲した蘭玉には厳しい剣幕で睨みつけるのだった。仔空を搬送し弾を摘出させた、この時蘭玉と組むことを考え直すと言い、奴を利用できるため許した訳ではなく真阿片一味の件が片付き次第責任を取らせると話す。「かつては非情だったものの今や幼馴染の蘭玉や真阿片一味を捕らえるでも殺すでもなくマルクが撒いた札束に群がり指示に背く部下を処罰もしない」ような人間に変わってしまったことに失望した仔空により真阿片を吸わされてしまう。

仔空（しあ）
梓睿に心酔する部下の警部補、租界の人間からは梓睿のためなら何でもやる腰巾着と言われていた。窃盗犯を捕まえた際に押収した真阿片のことを、梓睿に報告し売りさばいて金にしようと提案する。その後、真阿片の捜査で訪れた煙館で麗華の歓迎を受け訝しむ。麗華の口車にまんまと乗せられ、紅幇のアジトに乗り込むと、宋蘭玉に真阿片製造者はどこかと問い詰め仲間なんかじゃないただのゴロツキだと罵るが、蘭玉に左肩をライフルで撃ち抜かれる。目を覚まし梓睿になぜ蘭玉を殺さなかったと問うが、その返答にどうしても納得がいかなかった。「かつては非情だったものの今や幼馴染の蘭玉や真阿片一味を捕らえるでも殺すでもなくマルクが撒いた札束に群がり指示に背く部下を処罰もしない」ような人間に変わってしまったことに失望し梓睿に真阿片を吸わせ警部に昇進した。
その後、部下たちには租界をゴロツキから守りつつ治安を守る組織として利益も上げていくと宣言した。

### 上海租界
いくつかの区画に分けられている租界（中華民国政府や日本軍が干渉できない欧米人の町）であり、今回拠点とするのは上海フランス租界、他にも上海共同租界（アメリカ・イギリス・日本などが統治）、日本人の多い虹口地区、白系ロシア人の住むリトル・ロシア地区、ドイツから逃れたユダヤ人の難民地区など多種多様な住人が暮らしており複雑に勢力が入り乱れている。ここには租界を守るためなら手段を選ばない工部警察が土地を外国人に明け渡すため立ち退かせるべく暴力を振るい、現地の中国人たちと衝突を繰り返す。
春鈴（チュンリン）×
李静に連れてこられた東洋最大の娯楽施設「大世界」（ダスカ）で勇が出会った中国人の少女、体の弱い弟の敏（ミン）がいる。
植民地の中国人を奴隷だと思っている外国人からセクハラを受け、勇に連れ出された。少なからず勇に好意を寄せ、家に招いた際には自ら肌を見せるなど積極的。仕事で来たという勇に、人が消えるという社交クラブの噂を教える。
やがて周りの踊り子や客が不健康に痩せだしたため不審に思っていると、仕事仲間から阿片を勧められるが断る。
大世界に乗り込んできた工部警察の仔空に連行され、梓睿から真阿片について捜査協力を依頼される。この時、怪しい人物として一瞬勇の顔が浮かんだが、まさかと思うも気にしないそぶりを見せる。結局は梓睿の指示通りにスパイになり、中毒者から真阿片の情報を手に入れ虹口に向かい、荻野目との接触に成功した勇と麗華を目撃し尾行、ついに新たな勇たちのアジトを見つけてしまう。
兄弟を抱えながらも懸命に働き稼ぐ、まじめな人間だと思っていた勇が真阿片の製造者だと知り軽蔑するが、結果的に勇のことをどうしても悪人と思えず庇って告げなかった。その後、弟から勇が訪ねてきたことを告げられもう一度会って話がしたいと感じるようになるが生きたまま全身をバラバラに解体され死亡した。
紅幇をやっつけた勇はのちに、罪滅ぼしのため敏のもとに自分の分け前を置いていく。　　　　
マルク・ベッカー
脱サラしたパン職人の父を持つユダヤ人の青年、裕福ではないが両親の愛情に恵まれて育った。
ナチスの襲来を受け両親を連れていかれるも、床下に隠され奇跡的に生き延び上海に逃れた。ある日出会った紳士の忠告を受け、機をつかみ上海で幼い頃からの夢を目指すことに。虹口地区の奥にあるユダヤ難民地区に住み代筆屋をしていたところ、麗華と李静にスカウトされ、ユダヤ人向けコミュニティ新聞社に就職。
いつかユダヤ人に起こったできごとを本にすることを目指しながら紅幇に関する記事を書く、その後編集長の吊り下げられた遺体を見て一度は恐怖から逃げ出すも、ナチスの時のように紅幇に屈さず記者として戦い抜く覚悟を決めると襲撃を受けた麗華たちをユダヤ人街の地下に匿い、グルーネポストを移動すると新聞作成を続行する中、仲間から（新たな）編集長と慕われるように。また、紅幇を事実上壊滅に追いやった勇たちの逃走を手助けすべく、札束をばらまき工部警察の者たちを札束に群がらせる中、勇たちへの別れを告げるのだった。
編集長
マルクが麗華に紹介され勤めるユダヤ人向けコミュニティ新聞社グルーネポストの編集長、マルクが書いた紅幇の脅威に関する記事を憶測が多いとぼやくが、記事としては褒め掲載を決める。その後、紅幇の襲撃を受け、紅幇に関する記事を書いたマルクを庇うも命を落とす。

### 斉斉哈爾
現チチハル市。元々城塞都市で、城壁内には大勢の満州人が住んでいるが城壁外は外国人居留区として亡命者の外国人が暮らしている。この外国人居留区は人口が少ないため軍の見回りもほとんどない。
鮎見勇一朗（あゆみゆういちろう）
162話から登場する満州重工業開発会社（通称「満業」）の経営者、満州の工業を一手に担う大物だが、帝国大学を出たのち身分を隠して町工場に勤めたり突然渡米するなどその人生は破天荒。元々はパイプやホースなどを接続する接手(つぎて)の製造から商売を始めた、それは人々の生活をつなぐもので国の将来をもつなぐと考えており、戦争は様々なものを破壊するだけだと満州関東軍には従わない意向を示す。満州は世界でも屈指の鉱山埋蔵地であり、そこに目を付けたことでいくつもの鉱工業会社を傘下に収める。満州鉄道から譲渡された「昭和製鋼所」は世界有数の生産量を誇り、自動車工場も所有している。鉱山の視察で接触してきた鉱山責任者に成りすました李の手を見て、鉱山労働者ではないと見破るなど高い観察眼を持っている。また、金、権力、女には興味を示さず、鉄鋼業を軍事や自己利益のためでなく崇高な理想のためにあるのだと論じる。のちに勇、李とともに交渉に訪れた麗華から自分たちこそ真阿片一味であることを聞かされ満州の悪しき文化であり国をも破壊する劇物として嫌悪感を示したが、麗華の説得で関東軍が阿片により戦争のための資金稼ぎをしているのに対し、満州だけでなく米国や英国などとの外交の材料となると考えるようになる。渕に従業員が腕を斬られた際には、時代に荒波に乗るべく戦車や戦闘機を造る宣言をして従業員たちは失望され退職していった。技術で平和な発展を目指す自分とは正反対の価値観である渕を冒瀆ととらえ、関東軍を潰すべく彼らの阿片商売を弱体化させ資金源を断たせたいと勇、麗華、静に協力を申し出た。
モデルは実在の人物であった鮎川義介。

星字（しんうー）
勇が鮎見に接触するべく潜入した鮎見の所有する鉱山で働く少年、金持ちになるためどんなことでもする覚悟を決めている。

雪（しゅえ）
リンが狼阿片の調査で青幇の製造工場に潜入した際に発見した子どもの被験者、羅いわく、母親は蒸発し父親から日常的に性的虐待を受けてきた過去を持つ。阿片中毒になってからは鼻が利くようになった、勇にその嗅覚を買われて真阿片製造工場に連れていかれ品質管理を指揮するリーダーとして製造を手伝ってほしいと頼まれる。勇は満州で最も軽いのは人の命であり、どんな形であれ生きるすべを身につけなければならないと説得した。

負傷軍人・山本
主に178話から登場する斉斉哈爾で勇が雇ったうちの一人、銃弾を受けてロクな治療をしなかったため左足が壊死していた。勇の説得で關の手術を受けて足を切断した、その後は關に治療費を払うべく勇に従って阿片づくりに加わることを決意した。

老老（ラオラオ）
180話で登場する娼館の経営者の老婆、いつも通りバータルがリンを娼婦に売り飛ばしに来たという芝居をするがそれを見抜いた。リンにいい阿片とは何かと問い、質が高くて希少なものか質が低くとも安価で大量に手に入るもののどちらも否定され質が高く手に入りやすいことがいい阿片だといいう。それを実現したのが狼阿片であり、これ以上のものはないと述べるが、リンによって真阿片を試すように促され、阿片窟の娼婦だちとともに真阿片のとりこにされた。

陳
学費を稼ぐためジャージャー麵の配達をする学生で真阿片の密売人、彼の配達するジャージャー麺の中には真阿片の瓶が含まれていた。青幇いわく、麻薬商売はどれだけ売人を細分化しても金の流れを追えばいいとのこと、そうすれば真阿片一味にたどり着くという。

### その他
ナターシャ
キリルの恋人で盲目、哈爾賓の大観園でキリルとともに暮らしていたが青幇の馮英九の部下である劉にさらわれた。
救出されたのちニーナとともに安全な場所で暮らし、キリルの帰りを待つ。

閻馬
大観園で暮らす少年。馮英九を倒すべく立ち上がり子供たちを率いて、勇たちとともに青幇に立ち向かう。

根岸薫
里山が信頼する阿片の鑑定人である医師。患者の痛みを緩和するためにモルヒネや阿片を利用する。
彼に言わせれば、真阿片は「太古の時代から現代まで光の速さで駆け抜けたような、地獄から天国を覗き見たような」、およそ人間には味わえない神のごとき感覚を与えてくれるという。医師である自分すら禁断症状の悪魔にとりつかれそうになったとの談。

ノーマン・バーチ
關志玲が医師となるきっかけを与えたカナダ人医師、満洲の診療所で結核で亡くなる患者を目の当たりにし、貧困で治療を満足に受けられない患者を救うために活動している。治療費を返したいという關志玲の師となり、わずか一年後、関東軍の憲兵隊にスパイ容疑で捕らえられた。

大沢琢一
満洲鉄道総裁、大連ヤマトホテルの開業32周年祝賀パーティーで司会を務めた。太鼓持ちをされないと、機嫌を損ねやすい。

ナナ　×
上海租界で麗華たちに売り上げ集金係にされた踊り子、紅幇の用心棒兄弟に真阿片のことで拷問され命を落とす。

荻野目
虹口の日本人会の重鎮、料亭や旅館をいくつも経営し日本軍ともつながりを持つ。
勇との対談では、英語もできぬまま勇気だけで上海に来る若者が多く、泥沼の戦争の時代に何を求めて上海に来たのかと問う。

Ｎ
静がイギリスの諜報員として満州鉄道と関東軍の資金の流れを追う指令の最中、駅員の姿をして静に接近した。かつて満州特務機関に所属していた日本人諜報員、現在は満州鉄道の警護隊員。この世の全ては調和であり、混沌とした満州で道なくして進んでいくことは難しいと語る。日本に戻ったら中国拳法を広めるつもりだと言い、静にとって忘れがたい貴重な時間になったという。

ヴァーシャ
バータルがモンゴルにいたころ相撲（ブフ）で対戦した鋼の男と呼ばれたロシア人、バータルはよく異文化交流として力比べ遊びをしていた。酒には弱く、バータルには本気で挑んでいないことを見抜かれていた。彼は日本で柔道を学んだがまだ自分の技にはできておらず、代わりにバータルにはブフを教わりたいと申し出た。その後まもなく、ソ連に帰ってしまった。

メアリー
静の妻であり、英国に赤ん坊とともに暮らしている。

## キーワード
真阿片
主人公・日方勇が開発した、作中のメインとなる阿片。極限に精神を高揚させる効力を持っている。勇いわく、すべて手作業で入念に品質をチェックして作られる生ものゆえに大量生産に向かないだろうと語る。

狼阿片
真阿片に対抗すべく、斉斉哈爾において青幇が開発された阿片。静かな多幸感を与える。
リンいわく、通常の阿片であれば希釈されたり混合物を含むなど品質はバラバラ、しかし勇の真阿片同様に品質が常に一定している。

## 物語の舞台となる土地・地名および出来事の概要
第二次大戦前の日本統治下の満洲を舞台に、様々な土地を阿片に染め上げていく勇たち一行。
様々な行き先での出会い、出来事、そして対決を振り返る。
奉天（物語始まりの地）：1・2巻
満豪開拓農業義勇軍として日方一家が日本から移り住んだ土地、広大な田畑が広がっている。勇は病弱な母のため阿片密造に手を染め、買い取りを依頼しに向かった青幇のボスの娘・麗華との出会いにより、阿片をめぐる攻防の全てが始まった。瞬間記憶能力を持つ日本人少女リンをスカウトしたのもこの地である。

熱河(草原の守り人たち)：2巻
阿片生産拠点で、原料となる芥子の実の栽培に最適な土壌を持っている。モンゴル民族の居住地で、麗華らが護衛を求めて接触し、4か国語を話す女好きの武闘派バータルを仲間に引き込む。勇と麗華はセツと三郎の保護を頼み、二人をモンゴル民族とともに生活させる。その後も度々登場する拠点のようなもので、10巻における吉林からの脱出後に体制を整えるために再び訪れた。

新京（煌びやかな街とその影）：2～4巻
人口30万人を超える大都市、熱河で量産した阿片を売りさばくため訪問。満洲映画協会パーティーで女優の李姚莉と出会い、満映からの脱出を願う彼女を手伝い、真阿片のプロパガンダ映画を制作することに成功する。

哈爾濱ハルビン（ロシアと中国、二頭の悪魔が潜む土地）：4～6巻
約12万人のロシア人が住む満洲随一の国際都市。中国の秘密結社「青幇」とロシアのマフィアが勢力争いをする危険な土地でもあり、麗華によりこの2強の共倒れが画策され三つ巴の争いが勃発。麗華は一匹狼の凄腕ドライバーのキリルを雇い、行動を共にする。バータルとリンは傅家甸を訪れ、あらゆる欲望にまみれ最も治安の悪い建造物「大観園」で青幇に囲まれる。

吉林（旗人の末裔が暮らす街）：6～10巻
哈爾濱で酷い負傷を負った麗華の治療のため、闇医者の關志玲を訪ねる。更に次の顧客を上流貴族の子孫に定め、使用人として生活の苦しい青年の昊天（ハオテイエン）を売人として利用し屋敷町から大金を巻き上げていくが、一行を追ってきた憲兵の長谷川が迫る。長谷川の魔の手によりリン、關志玲が捕らえられ、勇たちは吉林からの脱出と仲間の救出という究極の選択を迫られる。

熱河（態勢を立て直し次のステージへ）：11巻
吉林から脱出した一行は熱河で態勢を立て直す、そこに訪れた里山からの提案に対し、勇は仲間を家族だと宣言する。麗華はアジアで二番目に大きな港を誇る満洲の玄関口「大連」を目指し、そこから里山を超える力を手にする必要があると語る。

大連（阿片貿易の仲介人を求めて向かう人口60万をこえる港都市）：11巻
大連は元々ロシアが「遠い」を意味するダルニーからきた地名で、日露戦争で日本が獲得し大連と名を変えた人口60万人を超える港都市。使われなくなった造船所を新たなアジトにする。単独で密輸を請け負い、船舶の手配から渡航先で積み荷を受け取る役まで一切を、金さえ積めば用意できるプロの仲介者を探す一行。勇と麗華は李静という人物と出会い、貿易の仲介者として依頼することに。大連にて青幇の追跡を逃れる中、漁村から発展し人種のるつぼとなった上海への取引のために準備をする一行。

上海・1章（表向き中華民国維新政府の統治する夢と富にあふれる人種のるつぼ、その実態は紅幇に支配された街）：12巻
李静の手引きにより、月に一度日本に向かう商船が大量に出港する日を狙い大連から上海に葬祭業者として入国した勇たち。パスポートやビザが不要で入港できる自由都市、中華民国政府や日本軍も干渉できない外国人の統治する治外法権地域「租界」を舞台に、青幇と時に共存し時に戦ったライバルの秘密結社である「紅幇」、租界を取り締まる「工部局」との勢力争いが勃発する。李静に夜の租界で東洋最大の娯楽施設「大世界」（ダスカ）に案内された勇と麗華、キリル。勇はそこで、春鈴（チュンリン）という中国人の少女と踊り、セクハラから助け出す。春鈴から聞かされた人が消える社交クラブに、勇とリンを連れ乗り込む麗華だったが、そこは社交クラブを隠れ蓑にした非合法の阿片窟「煙館」への入り口だった。

上海・2章（真阿片一味に迫る紅幇・工部警察の脅威とユダヤ人の協力）：13・14巻
麗華のはったりで煙館を仕切る郭（グォ）に真阿片を吸わせ情報を吐かせ、煙館を仕切るのが紅幇だと確信した麗華は宣戦布告し宋蘭玉を引きずり出そうと紅幇系列の煙館を次々落とし、自分たちの煙館を作ることを決める。麗華の策は、自分たちが表に出ず顔も知られないことで口を割られるリスクも冒さないというものだった。一方、宋蘭玉は執事のジュールから真阿片を扱う勢力が租界に潜伏していることを聞く。バータルとキリルは売り上げ回収の際に宋蘭玉の用心棒の兄弟とすれ違うが、すでにナナは殺害されていた。麗華はナチスから逃れて上海租界にやってきたユダヤ人マルクをスカウトし、ユダヤ人向け新聞に紅幇の脅威に関する記事を書かせた。宋蘭玉の指示で煙館が襲撃され、バータルとキリルは紅幇幹部たちに囲まれる危機に陥るが、虹口の日本軍接近により紅幇が撤退したため事なきを得た。新聞社グルーネポストも紅幇に襲撃を受け、編集長は殺害されてしまう。勇たちは度重なる紅幇による煙館の襲撃を警戒しマルクが手配したユダヤ人街の地下住居に拠点を移した、麗華はユダヤ人持ち前の能力を活かしての戦いを行うことにし、皆でこの戦いに勝利を収める決意の乾杯を行う。マルクと勇の活躍でユダヤ人、日本人の協力を取り付けたことで、いよいよ紅幇をつぶす作戦を始動させる。

上海・3章（真阿片一味・紅幇・工部警察 三つ巴の戦勃発）：14・15巻
いよいよ紅幇を潰す作戦を始動させる矢先、工部警察の梓睿の指示で真阿片一味を探った春鈴に、自分が製造者だとバレた勇。キリルの運転で春鈴の家を訪ねた勇は結果的に春鈴は殺さず、「闇の道を進もうとも（真阿片をめぐる争いで）流れる血は自分で決める」と自分の手を切り、春鈴の暗殺を行ったと虚偽の報告を済ませた。紅幇の幹部は虹口で關志玲の路上診察に口を出すが、ユダヤ人たちに睨まれ撤退する。また工部警察も虹口に目を付け、真阿片一味を探す中、梓睿は日本軍からも逃れるはずと推理しユダヤ人街に捜査の狙いを定める。幼馴染の梓睿と宋蘭玉は、租界の表と裏からそれぞれのやり方で上海を守ることにしたのだった。バータル、キリルは集金を行い、工部局が虹口に目を付けたことを知る。そんな中、ついに新たなアジトに紅幇が襲撃し……。麗華が新たなアジトにこの場所を選んだ理由が逃走用の地下水路だと知った勇はさすがと述べる、地下水路の隠し部屋に身を潜めて追ってきた紅幇を迎撃する李静。なぜアジトがバレたか気にする勇は春鈴を疑うが、李静は自分がアジトをバラしたと種明かしする。一方、關志玲、キリルや麗華も情報が洩れていることから李静が裏切った可能性に気づく。その頃、勇は李静に連れられ宋蘭玉と対面し、拷問されながらも最後まで仲間とともに真阿片を作ると宣言、それを止めたのはなんと李静、何か裏の意図があるようだが……。一方、麗華とリンは煙館で乗り込んできた工部警察を迎え入れ、仔空警部補と対面する。麗華は自らを紅幇と名乗り仔空を仲間だと挑発、工部警察の警察官の証言を経て梓睿が紅幇の女首領：宋蘭玉と知り合いであることから動揺させる。バータルとキリルは反撃のため紅幇の一人を押さえアジトに赴く、その頃静は勇に紅幇の配下に下る提案をするのだった。關は捕らえた紅幇を治療し、あくまでも医師としてのスタイルを貫いていた。実は麗華は大世界に赴いたとき、租界の参事からとある情報を得ていた。上層部と現場の意向は一致しない、そこを突いたのだった。仔空は梓睿に（麗華たちは名乗らなかったため）紅幇を名乗る怪しげな二人組から真阿片を流しているのが紅幇だという話を聞き宋に真偽を確かめさせようと提案するが、梓睿は共闘を考えていると却下し仔空は動揺する。梓睿は自分の方針に従わないつもりかと睨みをきかせる、仔空は蘭玉への嫉妬にかられていく。その頃、春鈴は紅幇が襲撃した虹口の町で勇を探していたところ、紅幇に遭遇してしまうのだった。勇のもとに連行された春鈴は幹部に強姦されそうになるが、宋の用心棒：鷹（いん）・雕（でぃあお）により止められる。その後、兄である鷹により首を折られ春鈴は殺害されてしまう。

上海・４章（真阿片一味VS紅幇　二人の女帝激突・勇奪還作戦）：15・16巻
工部警察の訪問に同行した麗華とリン、梓睿は蘭玉にその2人が紅幇の者か尋ねるが、知らんと答える蘭玉。「ずっと待っていた、再び上海を掌握する時を。」という言葉に続け、杜月笙の名前を出し自らその娘だと名乗る麗華。蘭玉は杜月笙を上海から逃げ出した負け犬だとあざ笑うが、自分の一声で青幇がすぐ集合し青幇と紅幇が正面衝突することになると脅しをかける麗華は裏の掟として真阿片を捌けるのが青幇だけでありその製造者(である日方勇)を返してもらうと宣言するのだった。仔空への蘭玉の発砲を機に工部警察と紅幇は一触即発の事態に陥るが、梓睿は仔空を病院に運ぶと言い工部警察ともども撤収していった。蘭玉の指示に背き、ボス（麗華）への忠誠心を見せるべくシャンデリアを撃ち落とし暗闇に乗じて逃げ出した静、麗華、リン。静は勇をそれなりの器だと見込んでいたのだ、そして麗華もまた静が裏切ったわけではないと短い会話の中で見抜いていた。合流したバータルは雕（でぃあお）と激突、銃を捻じ曲げる腕力に恐れを抱くが、麗華とリンを守るために戦う決意をする。そこに乱入した静、得意の糸攻撃でひるませるも倒すのには不十分だった。静はさきほど勇に銃を預けていた、勇はこれにより宋の首をとろうとするが失敗、なぜか宋は勇をディナーに誘うのだった。バータルは用心棒の弟：雕（でぃあお）と激突、彼は兄の鷹（いん）のほうがずっと強くかつて兄弟げんかした際には実の弟である自分を本気で殺そうとしてきたという、以来兄を立てることに徹してきたと語る。一方の静はその用心棒の兄：鷹（いん）と激突、窓ガラスの破片を歯で噛み割り頭部を大きな花瓶で殴られてもびくともせずまるで獣のようだと評した。柔よく剛を制す、中国拳法での戦闘に切り替えた静はかつての師匠Nに学んだ中国拳法で反撃を開始し、調整をして窓の真下の噴水の位置まで誘導したことで、噴水に鷹を串刺しにして撃破する。
勇は蘭玉との晩餐で語り合う、その様子を不安げに見つめるのは麗華とリンだった。勇は蘭玉をチンピラ呼ばわりし勧誘を拒絶、蘭玉は怒り勇を銃で殴打するがかけつけたバータルにより間一髪勇は救出されるのだった。キリルの車に乗り込み脱出、デパートの中を走り紅幇の追跡車を減らすが、宋蘭玉の乗るバイク率いる紅幇集団に追い回される。勇は、蘭玉は自らの手でやると宣言し・・・。

上海・終章（真阿片一味VS紅幇決着　工部警察のその後）：16・17巻
逃走トラックの荷台で肉弾戦を繰り広げる勇と蘭玉、ついに勇の銃弾が貫き蘭玉は地面に倒れる。しかし、一行の前に工部警察の梓睿が立ちふさがり・・・。そこに舞い散る札束、工部警察の租界支配への恨みからユダヤ人が襲撃してきたことで隙を見て逃走する勇たち。札束を撒いたのはマルクだった、蘭玉は静と通じていたジュールに毒入りワインで殺されかけるも殺されるくらいならと銃で自決。ジュールは静に、フランス租界で利益を上げる商売集団に切り替えていくと連絡を入れるのだった。その頃、工部警察の梓睿が「かつては非情だったものの今や幼馴染の蘭玉や真阿片一味を捕らえるでも殺すでもなくマルクが撒いた札束に群がり指示に背く部下を処罰もしない」ような人間に変わってしまったことに失望した仔空により真阿片を吸わされてしまう。紅幇を倒し工部警察を振り切った勇たちは關を迎えに戻り、麗華は戦争の後始末があると語る。

斉斉哈爾・１章(再びの満州・狼阿片の登場と重工業の王)：17・18巻
満州に戻る方法を考える勇と麗華のもとに現れる静、彼は商売の可能性と勇たちの人間性を知り、紅幇との戦闘で全滅したという架空のシナリオを英国の諜報機関に伝えることにしたのだと語る。静は勇に、世界一の貿易会社を作りたいという夢を語るのだった。すべてのスパイグッズや書類を破棄した静を連れて戻った勇たち、次の目的地を斉斉哈爾とするのだった。北満州で最も古い都市のひとつ、遊牧民が定住する場所だったがロシアの勢力拡大に伴い貿易の中心地に変容する。また満州鉄道の登場で更に交易が加速、ソ連との自由貿易都市となっている。しかし、日本とソ連の緊張状態の影響で平和的貿易は難しく、さらに日本の関東軍の影響もあると静は語る。ひとまず熱河で久しぶりの宴を堪能する中、麗華は今度は勇の妹と弟のセツと三郎もつれていくと語る。一方その頃、青幇のボスであり麗華の父・杜月笙 と羅（ルオ）は、真阿片をつぶすべく計画を練っていたのだった。また、狼阿片使用者や青幇の製造工場の羅との接触など沸々と衝突の可能性が見え始める。関東軍も動く中、阿片量産のための協力者を探す中、武器を造るようにという関東軍の命令に刃向かう重工業の王：鮎見と接触する勇、麗華、静たち。横暴な渕少佐への反発から、自動車工場を提供すると言い出す鮎見の協力を何とか取り付ける。一方、遂に青幇のボスにして麗華の父である杜月笙が動き出そうとする。

斉斉哈爾・2章(新たな従業員指導と狼阿片の進化)：19巻173話～180話
青幇構成員から麗華の父でありボスの杜月笙に、麗華を含む真阿片一味を斉斉哈爾で目撃したとの報告が上がる。一方、バータルは青幇の斉斉哈爾支部のボス・燕云に遭遇しうまくはぐらかした。勇と麗華は従業員採用試験を実施し、勇は「子連れの母親・ロシア人夫婦の妻・負傷軍人」を雇うと決める。実は勇は静に頼み、なにげなく出した水を口にするかという違いを見る試験を実施していた。日常的に存在する水のわずかな違和感に気付けるかどうか、裏切らない従業員づくりは自分に任せろと麗華は語る。メンバーは互いの課題などを報告しあうが、麗華は斉斉哈爾でまず戦うことになるのは関東軍であり青幇の相手までするとなると厄介だと語る。勇は、その関東軍と青幇が組むことを危惧する。ようやく娼館に真阿片を売りさばきに出向いたリンとバータル、報告を受けた羅だったが、遂に完成した高純度の狼阿片の完成でもはや真阿片など脅威ではないと語る。また、バータルと接触した狩人の燕云は飄々としてつかみどころのない人物だったが、関東軍の渕とも繋がっているらしく、雌鹿を狙った狩猟者には一切容赦なく制裁を与えるなどの非情な面も垣間見えるように。

斉斉哈爾・3章(真阿片の進化・新メンバー雪の加入・真阿片を求める人々・青幇の真阿片取り締まり)：19巻181話～199話
新たな従業員の指導の中、リンとバータルに連れられ城壁を訪れた勇は、涙を流して笑っている狼阿片中毒者の様子から狼阿片の進化を知る。また、リンからの報告で十中八九青幇は関東軍と組んでおり厳しい戦いになると感じた勇は真阿片を強くすることを決意する。それから一週間、皆のもとから姿を消した勇だったが、新たな真阿片の完成を報告に戻ってくる。ようやく新生真阿片の完成を従業員たちの手でなしえたが、質を落とさず類まれな加工の才能を持つ人材がいなくてはならないと語る勇はリンが保護した雪の嗅覚に目をつける。その頃羅は、狼阿片の更なる改良のために更なるデータを集めようと躍起になっていた。また、ソ連との戦争に必要な戦車と戦闘機のため渕は鮎見を急かしに向かう。勇は阿片中毒者の雪が、尋常ではない嗅覚を持つことに気づき、それを阿片の品質管理に役立てられないかとひらめくが、雪のケアを行うリンにビンタを食らう。のちに麗華から誰か監視をつけた状態でならば(リンが名乗り出る)、雪を働かせることを許可するとの提案が出る。時に仲間から反対されるような決断をするのも、ボスの役目であるとリンから言われ知ることになるセツだった。街では、真阿片ほしさに自らの眼球まで売る人が出る始末。真阿片を買うお金を得るため、薬局に自らの眼球を売りに来る人々を見て愕然とする丁芳。一方青幇は狼阿片に対抗する真阿片の売人を探していた、偶然ペストマスクをつけた血の教誨師こと劉（らう）の拷問を目の当たりにし危機感を感じる静とバータルだった。町では、真阿片ほしさに、挙句には赤ん坊に手をかける母親も現れるのだった。青幇の取り締まりをかいくぐり売上金を回収すべく、静が編み出した方法：便の中に仕込ませ汲み取り屋を使って回収することにより青幇に真阿片一味にたどり着きにくくする妙案を用いた。静いわく、便は隠れた旅人であり、畑の肥料などで取引されるがたいていの人間は便の行方など気にもかけない、社会を動かすのは人であり、人々の生活を裏で支える人こそ優れた仕事人であるため、そこを突いたのだと。

斉斉哈爾・4章(真阿片の勝利・勇と羅ふたりの天才製造者の邂逅・関東軍との対決)：200話～
青幇により薬屋の店主が始末され、芳は羅に「量と安さ」だけが正義だと思っていたことを明かす。真阿片を超える質を目指す羅は製造スタッフと意見を交わす。新たに改良した狼阿片の効果は上がったが、長続きはしなかった。そんな折、街でリンとバータルを見かけた羅はリンが真阿片製造者を知っているのではと問い詰める。勇はリンから話を聞き、橋で待つ羅のもとに現れる。「やっぱり・・・わかるな、同業者は。」、遂に邂逅する2人の天才製造者。羅は勇の言葉を受け、再び研究の喜びを取り戻す。そんな中、ついに関東軍の渕が鮎見の工場を訪れる。

## 書誌情報
- 原作：門馬司、作画：鹿子 『満州アヘンスクワッド』講談社 〈ヤンマガKCスペシャル〉、既刊21巻（2025年7月4日現在）
  1. 2020年8月11日発行（同日発売[6]）、ISBN 978-4-06-520467-2
  2. 2020年11月11日発行（同日発売[7]）、ISBN 978-4-06-521342-1
  3. 2021年2月10日発行（同日発売[8]）、ISBN 978-4-06-522292-8
  4. 2021年5月12日発行（同日発売[9]）、ISBN 978-4-06-523340-5
  5. 2021年8月11日発行（同日発売[10]）、ISBN 978-4-06-524339-8
  6. 2021年11月5日発行（同日発売[11]）、ISBN 978-4-06-525875-0
  7. 2022年2月4日発行（同日発売[12]）、ISBN 978-4-06-526827-8
  8. 2022年4月6日発行（同日発売[13]）、ISBN 978-4-06-527477-4
  9. 2022年6月6日発行（同日発売[14]）、ISBN 978-4-06-528107-9
  10. 2022年9月6日発行（同日発売[15]）、ISBN 978-4-06-529116-0
  11. 2022年12月6日発行（同日発売[16]）、ISBN 978-4-06-530032-9
  12. 2023年3月6日発行（同日発売[17]）、ISBN 978-4-06-531057-1
  13. 2023年6月6日発行（同日発売[18]）、ISBN 978-4-06-532030-3
  14. 2023年9月6日発行（同日発売[19]）、ISBN 978-4-06-533013-5
  15. 2024年1月9日発行（同日発売[20]）、ISBN 978-4-06-534301-2
  16. 2024年4月5日発行（同日発売[21]）、ISBN 978-4-06-535242-7
  17. 2024年7月5日発売[22]、ISBN 978-4-06-536270-9
  18. 2024年10月4日発売[23]、ISBN 978-4-06-537261-6
  19. 2025年1月6日発売[24]、ISBN 978-4-06-538177-9
  20. 2025年4月4日発売[25]、ISBN 978-4-06-539223-2
  21. 2025年7月4日発売[26]、ISBN 978-4-06-540169-9

### 関連書籍
- 原作：門馬司、作画：鹿子 著：島崎晋 『featuring満州アヘンスクワッド 昔々アヘンでできたクレイジィな国がありました』 講談社 〈KCデラックス〉、2022年12月6日発売[27]）、ISBN 978-4-06-529612-7